# 台灣日治時期軍事
台灣日治時期軍事為台灣日治時期在台灣及澎湖群島的軍事部隊，今日所有曾經在台的日軍單位及人員大部分於1946年或之前撤離。台灣地區的軍事由臺灣總督指揮，直到1919年，台灣總督由武官總督改為文官總督，並由陸軍省另設「臺灣軍司令部」，改由其指揮台灣地區的所有陸軍部隊，司令部位於臺北市書院町；海軍則由馬公要港部指揮。1942年，另設「臺灣憲兵隊司令部」管轄臺灣憲兵隊。1943年，馬公警備府改為「高雄警備府」。1944年，臺灣軍擴編為「第10方面軍」。

## 陸軍
- 台灣守備混成旅團：成立於1896年4月6日，為台灣總督下轄的部隊，主要負責乙未戰爭後台灣與澎湖的守備及「鎮壓匪徒」工作。
- 台灣守備隊：成立於1907年，為當時日本駐台部隊之統稱，前身即台灣守備混成旅團。
- 台灣軍：成立於1919年8月20日，由台灣守備隊擴充而成，是台灣軍司令官轄下常駐台灣的部隊之統稱，於1944年9月22日廢止，擴編為第10方面軍。
  - 台灣守備隊司令部
    - 臺灣步兵第一聯隊（位於台北市旭町，今中正紀念堂）
    - 臺灣步兵第二聯隊（位於台南市旭町，今成功大學光復校區）
    - 臺灣山砲兵大隊（位於台北市旭町，今國家兩廳院）
    - 基隆重砲兵大隊（位於基隆市堀川町）
    - 馬公重砲兵大隊（位於今馬公市莒光營區）

  - 基隆要塞司令部（位於基隆市眞砂町）
  - 高雄要塞司令部（位於高雄市壽山）
  - 澎湖島要塞司令部（位於今馬公市莒光營區）
  - 飛行第8聯隊→飛行第8戰隊（屏東機場）
  - 飛行第14聯隊→飛行第14戰隊（嘉義機場）
  - 飛行第50戰隊（臺中機場）
- 第10方面軍：成立於1944年9月22日，由台灣軍擴編而成，本部位於台北市，負責沖繩、台灣、澎湖的防衛任務。
- 臺灣憲兵隊：最初隸屬台灣總督府，於1919年改隸臺灣軍司令部，1942年改隸臺灣憲兵隊司令部。（臺北市乃木町，今遠東百貨寶慶店）

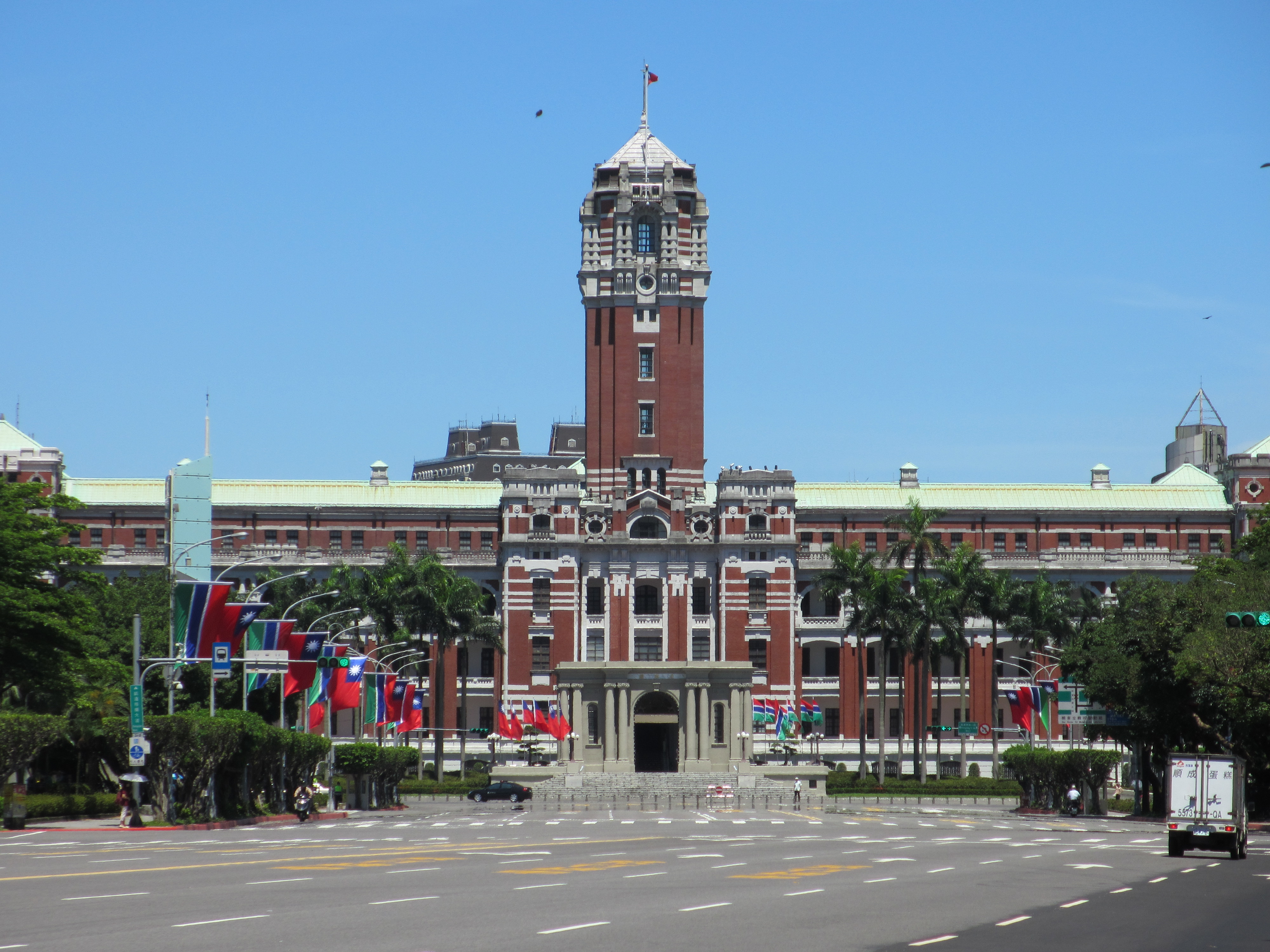
原臺灣總督府（今中華民國總統府）
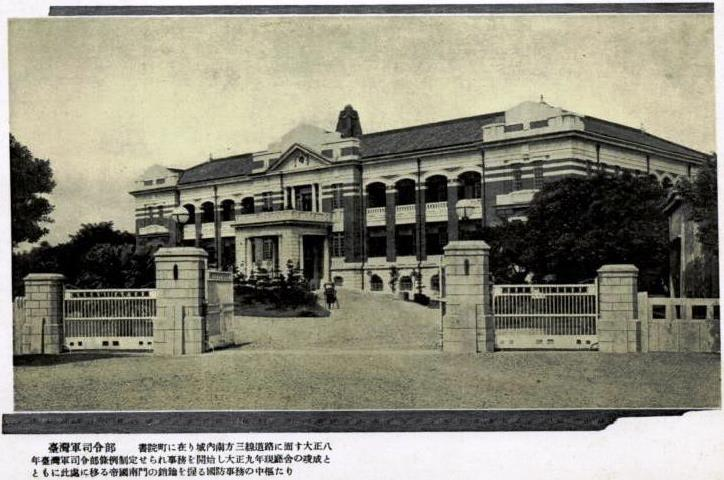
臺灣軍、第十方面軍司令部（今國防部後備指揮部）
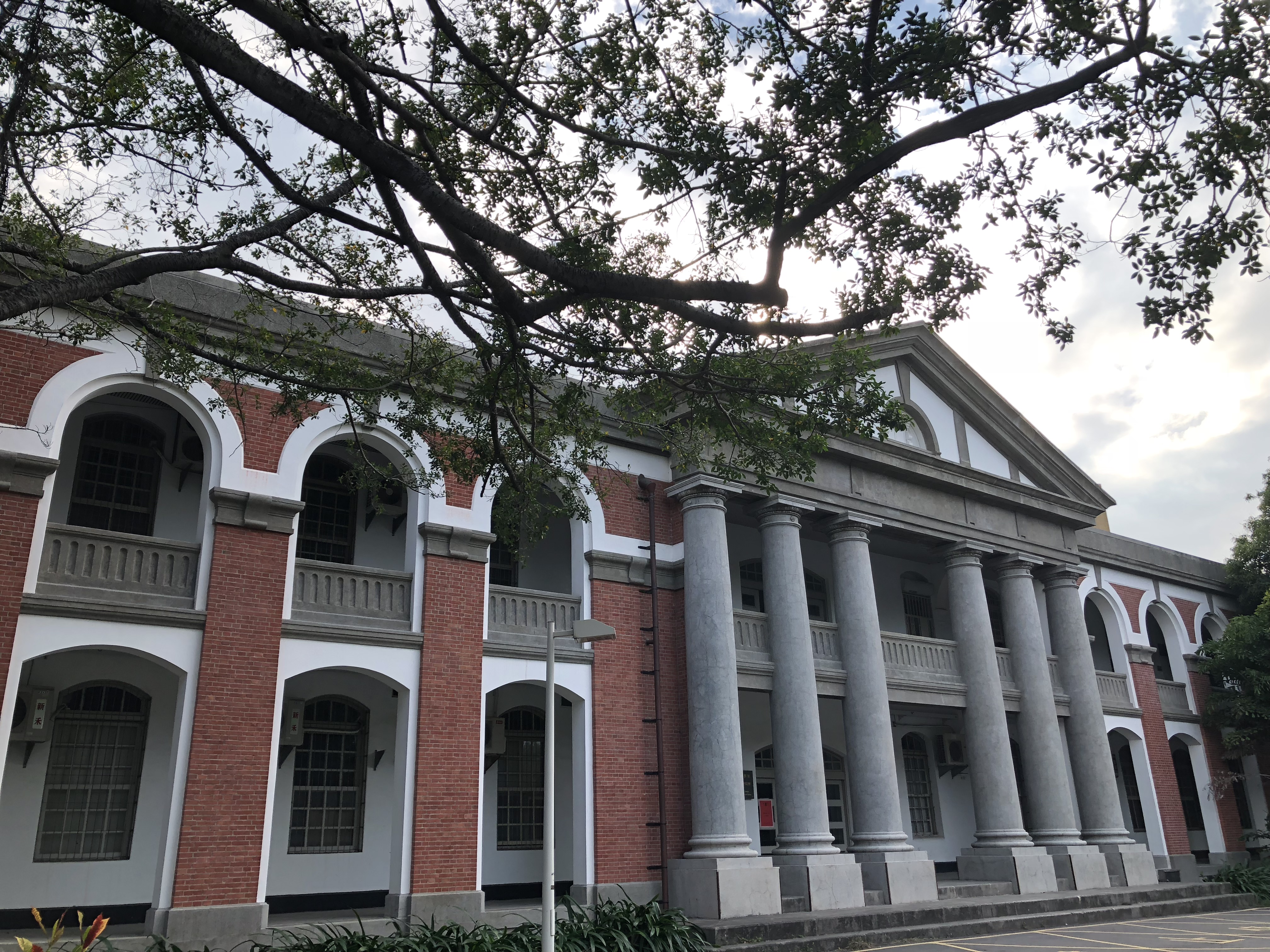
原日軍步兵第二聯隊營舍（歷史系館）
基隆重砲兵大隊兵營

## 海軍
在二戰結束前，高雄警備府是大日本帝國海軍在台灣的最高單位，隸屬於佐世保鎮守府。
- 馬公要港部→馬公警備府→馬公特別根據地隊（測天島軍港）
- 高雄警備府（左營港）
  - 第六燃料廠：新竹廠、新高廠、高雄廠
  - 鳳山無線電信所
  - 馬公無線電信所
  - 新竹海軍航空隊（新竹機場）
  - 虎尾海軍航空隊（虎尾機場）
  - 臺南海軍航空隊（臺南機場）
  - 高雄海軍航空隊（馬公機場，高雄機場，現在的岡山空軍基地）[3]
  - 東港海軍航空隊（東港水上機場）

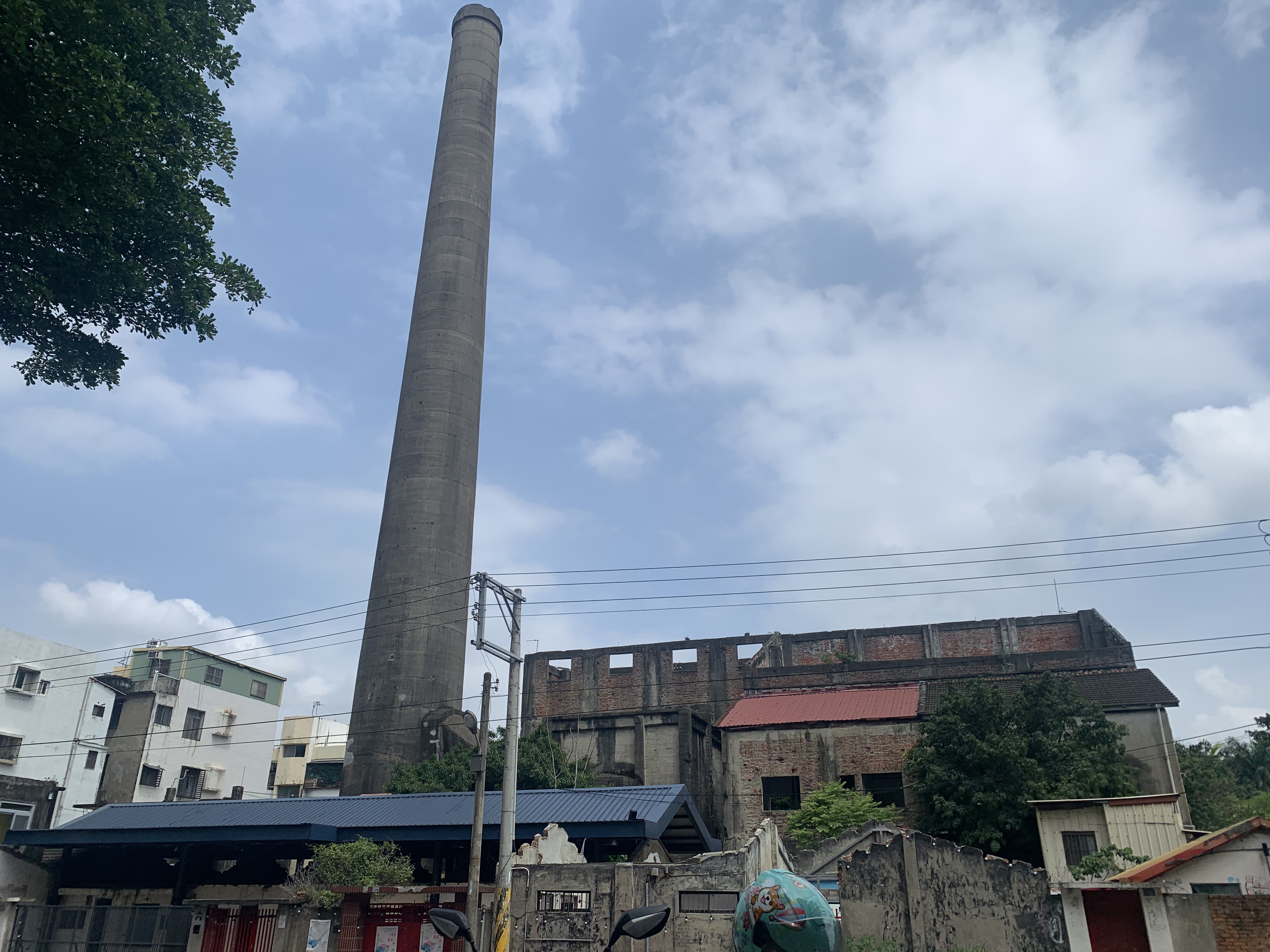
原第六燃料廠新竹支廠
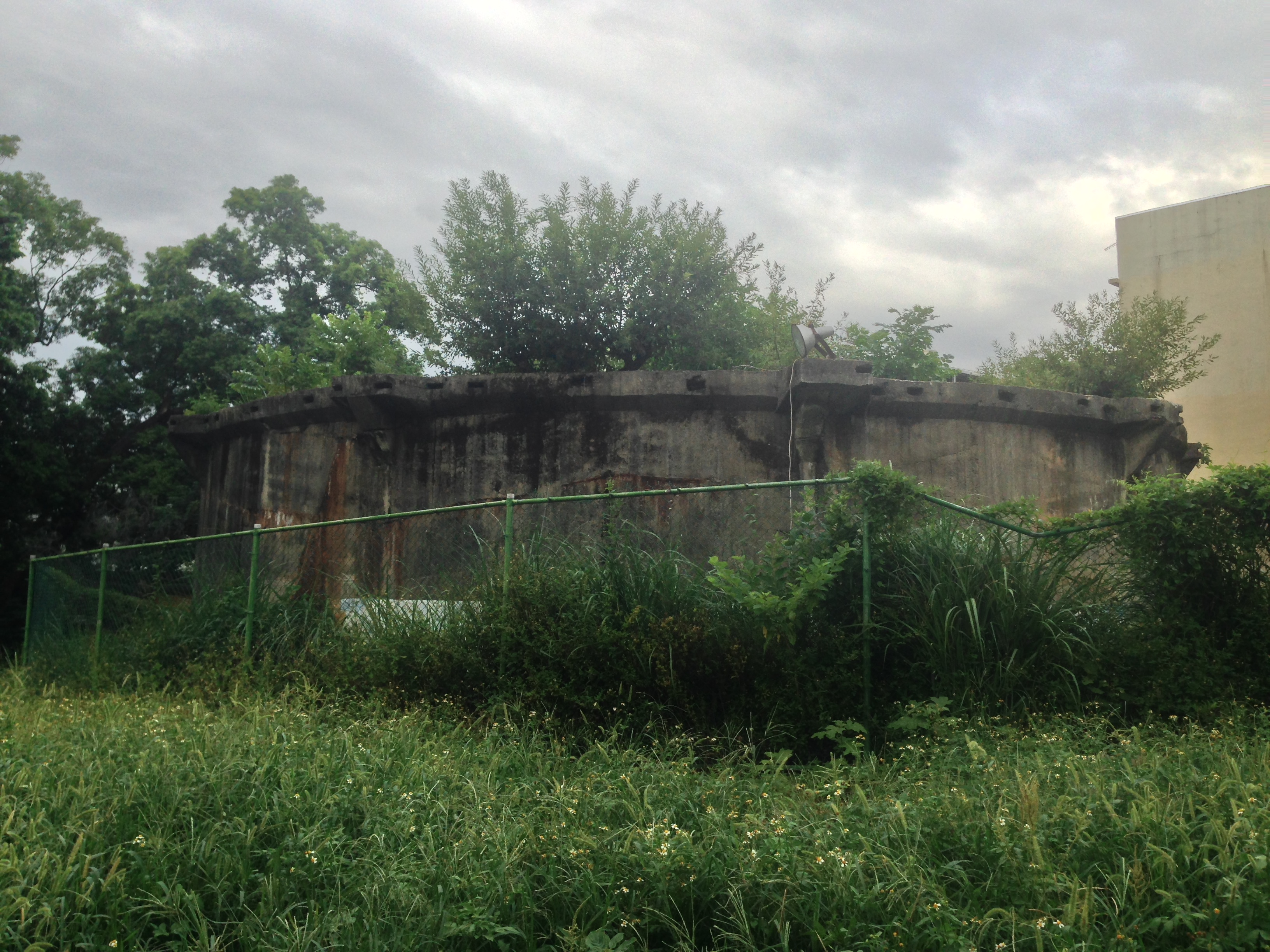
原第六燃料廠高雄支廠油槽
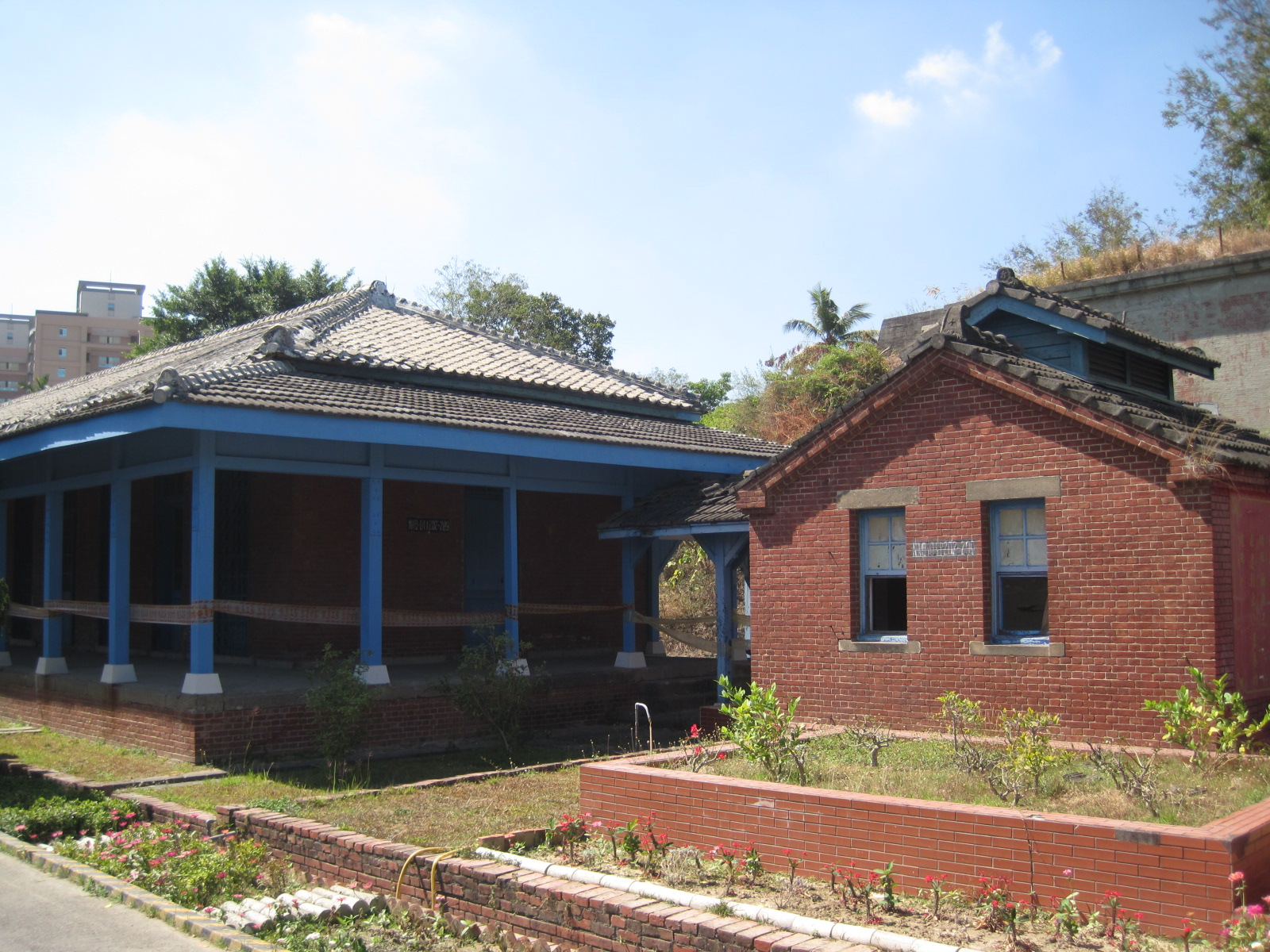
原鳳山無線電信所